# Emoia atrocostata
Emoia atrocostata är en ödleart som beskrevs av  René-Primevère Lesson 1830. Emoia atrocostata ingår i släktet Emoia och familjen skinkar.

## Underarter
Arten delas in i följande underarter:
- E. a. atrocostata
- E. a. australis
- E. a. freycineti